# José Luis de Miguel Rodríguez
José Luis de Miguel Rodríguez (Madrid, 1944) es un arquitecto español, reconocido por su especialización en estructuras de la edificación, Catedrático emérito por la Universidad Politécnica de Madrid.

## Trayectoria
De Miguel estudió arquitectura en la  Escuela Técnica Superior de Arquitectura de Madrid (ETSAM), donde realizó el doctorado y fue catedrático de Estructuras. En su trayectoria como especialista en estructuras de la edificación, es autor de numerosos artículos de investigación, libros y documentación técnica específica. De Miguel ha estado vinculado a la docencia tanto en la universidad como en los colegios profesionales, o el Consejo Superior de los Colegios de Arquitectos de España (CSCAE). En 2014, con motivo de su jubilación, dio una lección magistral en la ETSAM. Su libro, Estructuras está reconocido como una referencia para el conocimiento y aprendizaje de estructuras, en cuanto al análisis, cálculo, diagnóstico de patologías y comprobación de normativas.
También para la didáctica de las estructuras, ESTRESTURAS: APPS (Anexo de Prácticas y Problemas Solucionados), es otro referente didáctico para el aprendizaje de las estructuras, realizado en colaboración con otros profesores de la ETSAM, expone con ejemplos el proceso del diseño de estructuras, cálculo, dibujo de piezas, y sobresale la aportación de De Miguel por su gran dominio del AutoCAD en el proceso de dimensionado de las piezas con sus dibujos.

### Responsabilidades y cargos
Fue director del departamento de estructuras de la ETSAM, y director de equipo de la comisión de expertos para el CTE, Código Técnico de la Edificación y EHE-08 del CSCAE, prologando la edición de la EHE-88 que hizo el CSCAE.
De 1983 a 1987 fue subdirector general del MOPU.

## Publicaciones seleccionadas

### Libros
- 1999 Epítome de la norma EHE: instrucción de hormigón estructural en arquitectura. Instituto Juan de Herrera. ISBN 84-95635-12-7.[9]
- 2007 CTE-SE-F seguridad estructural fábricas: aplicación a edificios de uso residencial vivienda-DAV. Con Ricardo Aroca Hernández-Ros y Jaime Cervera Bravo. ISBN 978-84-934051-9-9.[10]

### Artículos
- 2002 Supersticiones estructurales (I) Arquitectura: Revista del Colegio Oficial de Arquitectos de Madrid (COAM ), ISSN 0004-2706, Nº. 327, págs. 64-71[11]